# Antonangelo Liori
Antonangelo Liori (Desulo, 1º aprile 1964) è un giornalista e studioso di tradizioni popolari italiano,   direttore de L'Unione Sarda dal 1994 al 1999, noto anche
in quanto protagonista di numerose vicende giudiziarie, tra cui il Caso Agile-Eutelia.

## Biografia
Dopo la laurea in lettere e in antropologia, entrò prima alla Natzione Sarda e poi nel 1978 ne L'Unione Sarda [tutto questo a 14 anni?], dove fu assunto nel 1984. Nel 1994 l'allora editore del quotidiano cagliaritano, Nicola Grauso, gliene affidò la direzione, diventando protagonista del processo di rinnovamento del giornale stesso che, per primo in Europa e secondo al mondo dopo il Washington Post, ebbe un proprio sito internet. Detiene ancora il record di più giovane direttore di quotidiani d’Italia.
Da direttore cominciò ad attaccare più o meno pesantemente numerosi personaggi della vita politica e giudiziaria, ricevendo numerose condanne per diffamazione. Uscito dal mondo dei giornali in seguito a grandi polemiche, costruì uno dei più importanti gruppi industriali italiani nel settore dell’informatica e dell’outsourcing. Nel luglio 2010 è stato arrestato per la bancarotta di Agile-Eutelia.

## Controversie

### Il crac della cartiera di Arbatax
Il 23 settembre 2011, viene condannato in Appello a Cagliari assieme a Nicola Grauso, Michele Dore, Andreano Madeddu, Claudio Marcello Massa e Alfredo Boletti per le contestazioni che andavano a vario titolo da bancarotta fraudolenta ad altri reati legati al fallimento.

### Il crac Vol 2
Il 16 aprile 2016, è stato condannato a 8 anni dal collegio del tribunale di Cagliari, per il crac milionario del 2010 della società Vol 2.